# Mount Fortune
Mount Fortune är ett berg i Kanada.   Det ligger i provinsen Alberta, i den centrala delen av landet, 3 000 km väster om huvudstaden Ottawa. Toppen på Mount Fortune är 2 316 meter över havet, eller 34 meter över den omgivande terrängen. Bredden vid basen är 0,28 km.
Terrängen runt Mount Fortune är bergig österut, men västerut är den kuperad.Trakten runt Mount Fortune är nära nog obefolkad, med mindre än två invånare per kvadratkilometer.. Det finns inga samhällen i närheten. 
I omgivningarna runt Mount Fortune växer i huvudsak barrskog.